# Laurie Simpson
Laurie Tamara Simpson Rivera là Hoa hậu Quốc tế năm 1987 đến từ Puerto Rico.

## Các cuộc thi sắc đẹp
Laurie này đến từ San Juan, Puerto Rico.

Trước khi đăng quang danh hiệu nói trên, người đẹp tóc vàng đã tham gia một số cuộc thi khác. Cô lọt vào vòng chung kết Hoa hậu Pueto Rico 1986 và được chọn làm đại diện nước này tham dự cuộc thi Hoa hậu Hoàn vũ 1987 khi cuộc thi cấp quốc gia không được tổ chức. Cô cũng dành vương miện hoa hậu Nuestra Belleza năm 1991.
Laurie đã và đang theo đuổi sự nghiệp người mẫu kiêm diễn viên điện ảnh ở Bắc Mỹ và Châu Âu.